# Labuť zpěvná
Labuť zpěvná (Cygnus cygnus) je velký vodní pták z čeledi kachnovitých.

## Taxonomie
Některými autory je považována za monotypický druh, nově jsou však populace z Islandu uznávány jako subspecie – podle tohoto přístupu se rozlišují ssp.:
- labuť zpěvná euroasijská (Cygnus cygnus cygnus)
- labuť zpěvná islandská (Cygnus cygnus islandicus)[2]

## Popis
- Délka těla: 140–160 cm
- Rozpětí křídel: 205–235 cm[3]

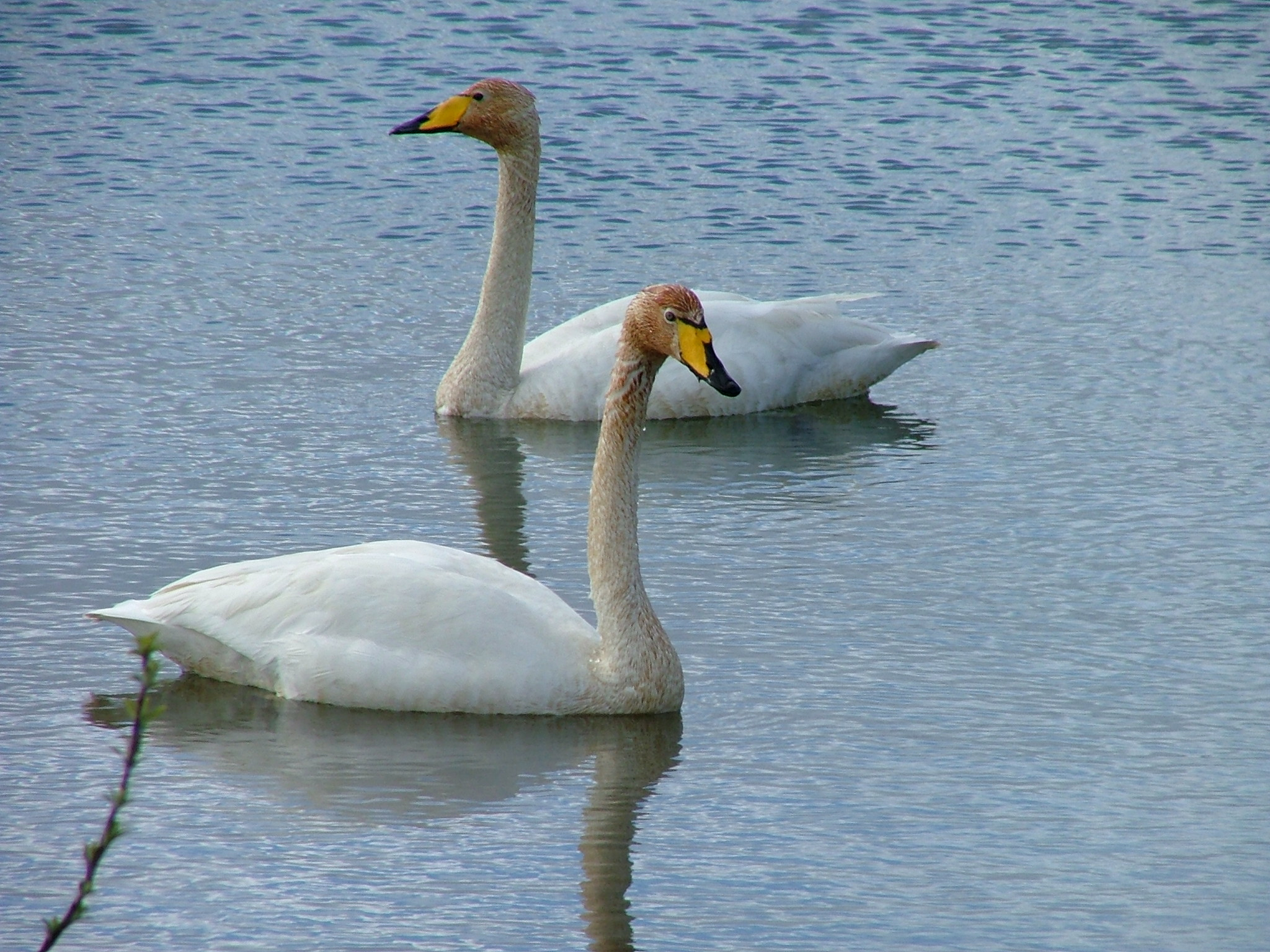
Pár labutí zpěvných v zimním šatě

- Hmotnost: samec 6,4–12,9 kg, samice 5,2–9,8 kg[4]

Stejně jako ostatní labutě má robustní tělo, dlouhý štíhlý krk a silný, klínovitý zobák. Opeření celého těla je jasně bílé (v zimě na hlavě a krku světle hnědé), končetiny jsou černé. Zobák je žlutý s černou špičkou. Samec se zbarvením neliší od samice. Mladí ptáci jsou světle šedí, případně světle hnědí. Plovoucí labuť má krk vzpřímený a křídla přitisknutá k tělu.
Velikostí se podobá v ČR běžné labuti velké, ale nedosahuje její hmotnosti a je štíhlejší. Rozpětí křídel má stejné, někdy i větší. Na rozdíl od labutě velké se zobákem černo-oranžovým má labuť zpěvná zobák černo-žlutý a hrbolek na čele výrazně plošší. Zatímco labuť velká drží krk v typickém esovitém tvaru, labuť zpěvná jej drží zpříma. Obtížnější může být rozlišení obou druhů v letu (hlava labutě velké působí vpředu „useknutým“ dojmem.
Od podobné labutě malé, se kterou bývá ve volné přírodě zaměňována, ji lze rozeznat díky tomu, že je mnohem větší a že žlutá barva na zobáku je protažena klínovitě dolů, dopředu pod nozdry (zatímco u labutě malé končí rovně, před úrovní nozder).

### Hlas
Troubení připomínající zvuk pozounu „húuk húukuk“, v letu může být troubivě zesíleno. (Hlasem se podobá labuti malé, ale je hlasitější.) Vydávaný zvuk pravděpodobně inspiroval různá národní pojmenování labutě zpěvné (dánsky sangsvane, finsky laulujoutsen, francouzsky cygne chanteur, německy Singschwan, norsky sangsvane, slovensky labuť spevavá, španělsky cisne cantor, švédsky sångsvan...). Dungel a Hudec uvádějí časté troubivé „anghe“ v letu i na vodě. Let je tichý, zejména ve srovnání s labutí velkou.

## Rozšíření
Druh je rozšířený v subarktických částech Eurasie a Severní Ameriky. Je poměrně hojným druhem labutě. V roce 2015 činil odhad světové populace 180 000 jedinců, evropské populace 50 600–65 500 jedinců a odhaduje se, že evropská populace roste. Počátkem 21. století bylo také pozorováno rozšiřování areálu výskytu směrem na jih.
V České republice počátkem zimy nepravidelně a nepočetně protahuje, příp. nepravidelně v malém počtu zimuje (max. do 15 jedinců), výjimečně se zdržuje přes léto. Poprvé v Česku zahnízdila v roce 2017, a to u Zámeckého rybníka v Chropyni v okrese Kroměříž, v národní přírodní památce Chropyňský rybník. Samice, která se na lokalitu pravidelně vrací, byla v lednu 2006 v Německu okroužkována a je označena také rozlišovacím límcem.
Na Slovensku labuť zpěvná poprvé zahnízdila v roce 2019.

### Prostředí
Hnízdí v severské tundře na březích jezer, nádrží, pomalu tekoucích řek, na ostrůvcích, v mokřadech a bažinách. Otevřené tundře se obecně vyhýbá.

## Chování
Žije obvykle v menších skupinách, občas se vyskytuje i v početných, až tisícičlenných hejnech. Tvoří trvalé páry, které spolu obvykle setrvávají po celý život. Je vytrvalým a zdatným letcem.

### Potrava
Podobně jako ostatní labutě se živí především vodními a suchozemskými rostlinami (kořínky rostlin vyhrabává zobákem), navštěvuje i pole, kde požírá obilniny a cukrovou třtinu. Požírá i měkkýše (plže i mlže).

### Hnízdění

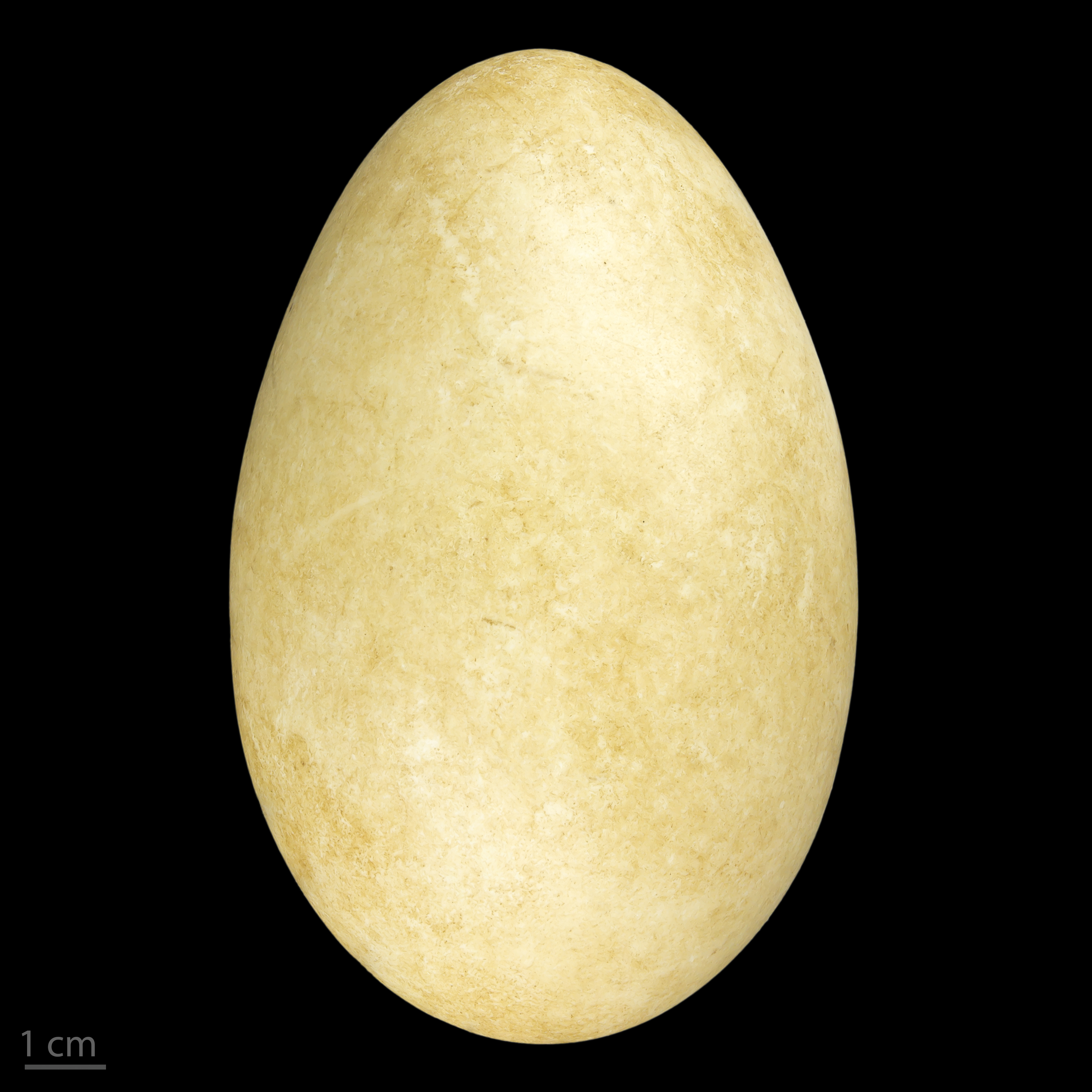
Vejce labutě zpěvné

Hnízdí jednou ročně, v dubnu až červnu. Hnízdo je kupka z klacíků, rákosí a jiných travin, postavené na suché zemi nebo v mokřadu. Někdy pár užívá stejné hnízdo po několik let a opravuje je. Obvykle klade 4–7 (max. 12) nažloutle bílých vajec, na kterých sedí téměř výhradně samice. Samec při hnízdění hlídá okolí a samici na hnízdě střídá, když jde hledat potravu. Mláďata se líhnou zhruba po 36 dnech. Prachové peří mláďat je šedé nebo hnědé a plně mizí zhruba mezi 80. až 90. dnem života. Nekrmivá mláďata doprovázejí oba rodiče asi 6 týdnů, do vzletnosti. Do zimoviště odlétá rodina společně. Dle Podpěry uvádí Hudec, že páry se tvoří již ve druhém roce života, ale pohlavně dospělí jsou ptáci až ve čtvrtém roce. Nejstarší kroužkovaný jedinec se dožil 7 let a 6 měsíců.

## Zajímavosti
- Labuť zpěvná je národním ptákem Finska a objevuje se také na jeho státních 1eurových mincích.
- Životu nebezpečný podtyp viru ptačí chřipky H5N1 se ve Spojeném království poprvé objevil právě u nakažené a uhynulé labutě zpěvné, nalezené ve Skotsku.[18]